# Mortal Kombat: Conquest
(Sigla di Mortal Kombat: Conquest)
Mortal Kombat: Conquest è una serie televisiva a metà fra fantasy ed arti marziali, andata in onda fra il 1998 ed il 1999. La storia riprende ambientazioni e personaggi del videogioco Mortal Kombat.
La serie è composta da una sola stagione composta da ventidue episodi. Il primo episodio è andato in onda negli USA il 3 ottobre 1998, l'ultimo il 22 maggio 1999.
Nel 1999 in Italia i primi due episodi, Il guerriero eterno parte 1 e 2, sono usciti nel circuito dell'home video presentati come un film, con il titolo Mortal Kombat - Il mito.
Nell'estate del 2004 è stato proposto a notte tarda tra le 2 e le 3 su Italia 1, trasmesso interamente.

## Sinossi
Cinquecento anni prima degli eventi di Mortal Kombat, l'imperatore Shao Kahn decise di conquistare il regno della Terra e di annetterlo al suo, l'Outworld. Raiden, dio del tuono e protettore della Terra, implorò gli Antichi Dei di dare ai terrestri la possibilità di difendersi dall'invasione. Fu così che nacque il Mortal Kombat, un torneo in cui si sfidano i migliori guerrieri delle fazioni in conflitto e che stabilisce la sorte dei regni. Il Grande Kung Lao sconfisse Shang Tsung, stregone di Shao Kahn, risparmiandogli però la vita. Infuriato per la sconfitta, l'imperatore imprigionò Shang Tsung nelle miniere di cobalto.
Su richiesta di Raiden, Kung Lao deve ora addestrare una generazione di combattenti che prenderanno il suo posto come rappresentanti della Terra nel Mortal Kombat successivo. Il monaco formerà un'alleanza con altri due guerrieri: Siro, una guardia del corpo e Taja, una ladra.

## Episodi
| Stagione       | Episodi | Prima TV USA | Prima TV Italia |
| -------------- | ------- | ------------ | --------------- |
| Prima stagione | 22      | 1998-1999    |                 |

## Curiosità
- Nell'episodio I poteri del male è presente l'organizzazione dei Dragoni Neri.
- L'episodio Il serpente e il ghiaccio ha visto una brevissima comparsa di Smoke nell'ultima scena, prima dei titoli di coda. Il guerriero viene incaricato dal Gran Maestro del Lin Kuei di eliminare il ricercato Sub-Zero. Questa storyline non è mai stata mostrata, a causa della cancellazione dello show.
- L'episodio Il maestro introduce un personaggio chiamato "Maestro Cho". Alcune voci suggeriscono che si tratti del prototipo di Bo' Rai Cho.
- L'episodio Realtà parallela vede la nascita dell'alleanza tra Shang Tsung e Quan Chi: è la stessa premessa di Mortal Kombat: Deadly Alliance.
- In questa serie è stata introdotta la sorella di Sub-Zero.
- Raiden è sorprendentemente pigro rispetto alle sue controparti dei film e del gioco.
- I produttori inizialmente avevano pensato che Kung Lao doveva morire per mano di Vorpax.